# Orgosorok
Orgosorok ist ein Verwaltungsbezirk (Ward) des Distrikts Ngorongoro in der tansanischen Region Arusha.

## Geografie
Orgosorok liegt im Norden von Tansania nahe an der Grenze zu Kenia. Der Bezirk ist gebirgig und liegt zu großen Teilen über 2000 Meter Meereshöhe. Er grenzt im Norden an Oloipiri, im Osten an Enguserosambu, im Süden und im Westen an Oloirien.
Das Klima ist mild und gemäßigt, Cwb nach der effektiven Klimaklassifikation. Um Jahresdurchschnitt regnet es 1070 Millimeter, der Großteil davon fällt in den Monaten November bis Mai. Die Monate Juni bis September sind trocken. Die Durchschnittstemperatur beträgt im Juli 16,5 Grad Celsius und hat ihr Maximum im Februar bei 19,2 Grad.
Der Bezirk hat eine Fläche von 149 Quadratkilometern. Bei der Volkszählung 2022 lebten hier 11.161 Menschen in 3099 Haushalten.

## Gliederung
Orgosorok besteht aus einer Gemeinde (Mtaa) mit zehn Orten (Kitongoji):
| Orgosorok - Loliondo Mashariki - Loliondo Magharibi - Orkiu Chini - Bwawani - Ndipilikwa - Njorwetin - Kapongoni - Makalasinga - Lekodya - Wasso |

## Wirtschaft und Infrastruktur
- Gesundheit: Im Bezirk befinden sich ein privates Distriktkrankenhaus[9] und ein öffentliches Gesundheitszentrum[10]
- Bildung: Die Loliondo Secondary School ist eine staatliche weiterführende Schule mit einer Ausbildung für Knaben und Mädchen bis zur 4. Stufe.[11]
- Bergbau: In Loliondo wird oranger Kyanit gefunden.[12]